# Jacques Seigne
Pour les articles homonymes, voir Seigne (homonymie).
Jacques Seigne est un archéologue et architecte français, directeur de recherche émérite au CNRS spécialiste de l'époque gallo-romaine, connu pour son travail et son œuvre sur le site archéologique de Gérasa (Jordanie) pour lequel il fut le chef de la mission archéologique française,. À l'initiative de nombreux projets culturels et éducatifs, il a notamment, grâce au lycée professionnel Émile-Delataille de Loches, reconstitué à Gérasa une scierie à pierre animée par une noria pour que le public puisse se rendre compte des mécanismes au VIe siècle, domaine qui fut également l'objet de ses recherches.
Jacques Seigne est docteur de l'université de Versailles depuis 1996, avec une thèse intitulée Gerasa de la Décapole et le sanctuaire de Zeus Olympien.
Au début des années 2000, il reprend les recherches sur l'amphithéâtre de Tours et met en évidence les différentes phases de construction du monument.